# Ogdoconta cymographa
Ogdoconta cymographa là một loài bướm đêm trong họ Noctuidae.